# 比里奇 (印第安納州)
比里奇（英語：Bee Ridge）是位於美國印地安納州克萊縣的一個非建制地區。該地的面積和人口皆未知。

## 地理
比里奇的座標為39°32′13″N 87°10′10″W / 39.53694°N 87.16944°W，而該地的平均海拔高度為195米（即640英尺）。